# Coamorpha innoxia
Coamorpha innoxia is een vlinder uit de familie van de Megalopygidae. De wetenschappelijke naam van de soort is voor het eerst geldig gepubliceerd in 1910 door Schaus.